# Gmina Bjerringbro
Gmina Bjerringbro (duń. Bjerringbro Kommune) – istniejąca w latach 1970–2006 gmina w Danii w okręgu Viborg Amt. Siedzibą władz gminy było miasto Bjerringbro. Gmina Bjerringbro została utworzona 1 kwietnia 1970 na mocy reformy podziału administracyjnego Danii.
Po kolejnej reformie administracyjnej w roku 2007 weszła w skład nowej gminy Viborg.

## Dane liczbowe
- Liczba ludności: (♀ 7102 + ♂ 6820) = 13 922
  - wiek 0–6: 9,1%
  - wiek 7–16: 14,5%
  - wiek 17–66: 63,4%
  - wiek 67+: 13,1%
- zagęszczenie ludności: 67,6 osób/km²
- bezrobocie: 3,5% osób w wieku 17–66 lat
- cudzoziemcy z UE, Skandynawii i USA: 111 na 10 000 osób
- cudzoziemcy z krajów Trzeciego Świata: 150 na 10 000 osób
- liczba szkół podstawowych: 4 (liczba klas: 82)